# Spermacoce bambusicola
Spermacoce bambusicola är en måreväxtart som först beskrevs av Jean Berhaut, och fick sitt nu gällande namn av J.-p.Lebrun och Adélaïde Louise Stork. Spermacoce bambusicola ingår i släktet Spermacoce och familjen måreväxter. Inga underarter finns listade i Catalogue of Life.